# بي إم دبليو الفئة الرابعة
بي إم دبليو الفئة الرابعة هي مجموعة من السيارات المدمجة التي تصنعها شركة بي إم دبليو منذ عام 2013. بدأ إنتاج هذه الفئة عندما فصلت بي إم دبليو الطرازات ذات البابين (الكوبيه والمكشوفة) من الفئة 3 لتصبح فئة منفصلة. الفئة الرابعة حاليًا في جيلها الثاني.
تم الكشف عن السيارة النموذجية الأصلية للفئة الرابعة في يناير 2013 خلال معرض أمريكا الشمالية الدولي للسيارات في ديترويت بولاية ميشيغان. أنتج كلا الجيلين بأشكال هيكلية تشمل الكوبيه والمكشوفة وسيارات الهاتشباك ذات 5 أبواب (المسوقة باسم "Gran Coupé"). التصميم الهيكلي للفئة الرابعة مشابه جدًا لتصميم سيارة بي إم دبليو آي 4 الكهربائية بالكامل.
شملت المحركات المتوفرة للجيل الأول محركات تيربو بثلاثة أسطوانات وأربعة أسطوانات وستة أسطوانات تعمل بالبنزين أو الديزل. وفي الجيل الثاني تم تقديم نظام محرك هجين قابل للشحن بالكهرباء. وكما هو الحال مع الأجيال المكافئة من الفئة الثالثة، يأتي نظام الدفع للفئة 4 إما بالدفع الخلفي أو الدفع الرباعي.
أما بي إم دبليو إم 4 فهي النسخة عالية الأداء من الفئة الرابعة. يُطلق على الجيل الأول من إم 4 اسم F82/F83 ويستخدم نفس محرك البنزين التيربو ذو الست أسطوانات المتتالية مثل طراز F80/F81 M3.

## الجيل الأول (F32/F33/F36؛ 2013)
يتكون الجيل الأول من الفئة الرابعة من الأشكال الهيكلية التالية:
- كوبيه ذات بابين (رمز الطراز F32)
- مكشوفة ذات بابين (رمز الطراز F33)
- هاتشباك ذات 4 أبواب (رمز الطراز F36؛ تسوق باسم 4 Series Gran Coupé)

أنتج هذا الجيل من عام 2014 إلى 2020، وغالبًا ما يُشار إليه بشكل جماعي باسم F32. تم تقديم F32 كخليفة للطرازات الكوبيه/المكشوفة E92/E93 من الجيل الخامس للفئة الثالثة. تم إنتاج F32 جنبًا إلى جنب مع - وتشارك العديد من الميزات مع - الفئة الثالثة F30. مثل الفئة الثالثة F30، زودت طرازات F32/F33/F36 بمحركات تيربو تعمل بالبنزين والديزل بثلاث أسطوانات (للوقود البنزين فقط)، وأربع أسطوانات، وست أسطوانات.

تم تقديم طرازات M4 عالية الأداء F82/F83 في بداية عام 2014. وهي مزودة بمحرك S55 التيربو ذو الست أسطوانات المتتالية.

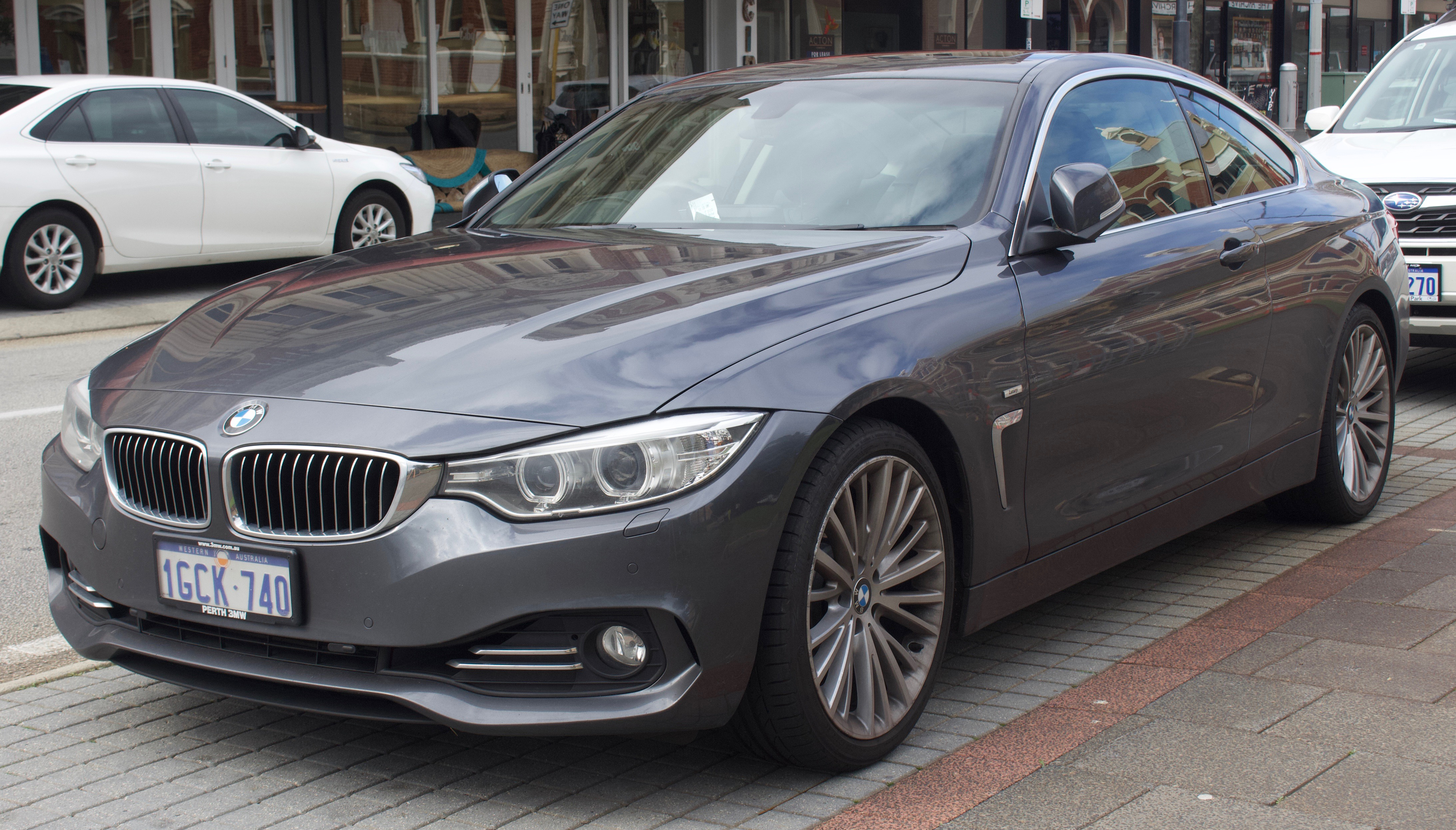
بي إم دبليو الفئة الرابعة coupé (F32)
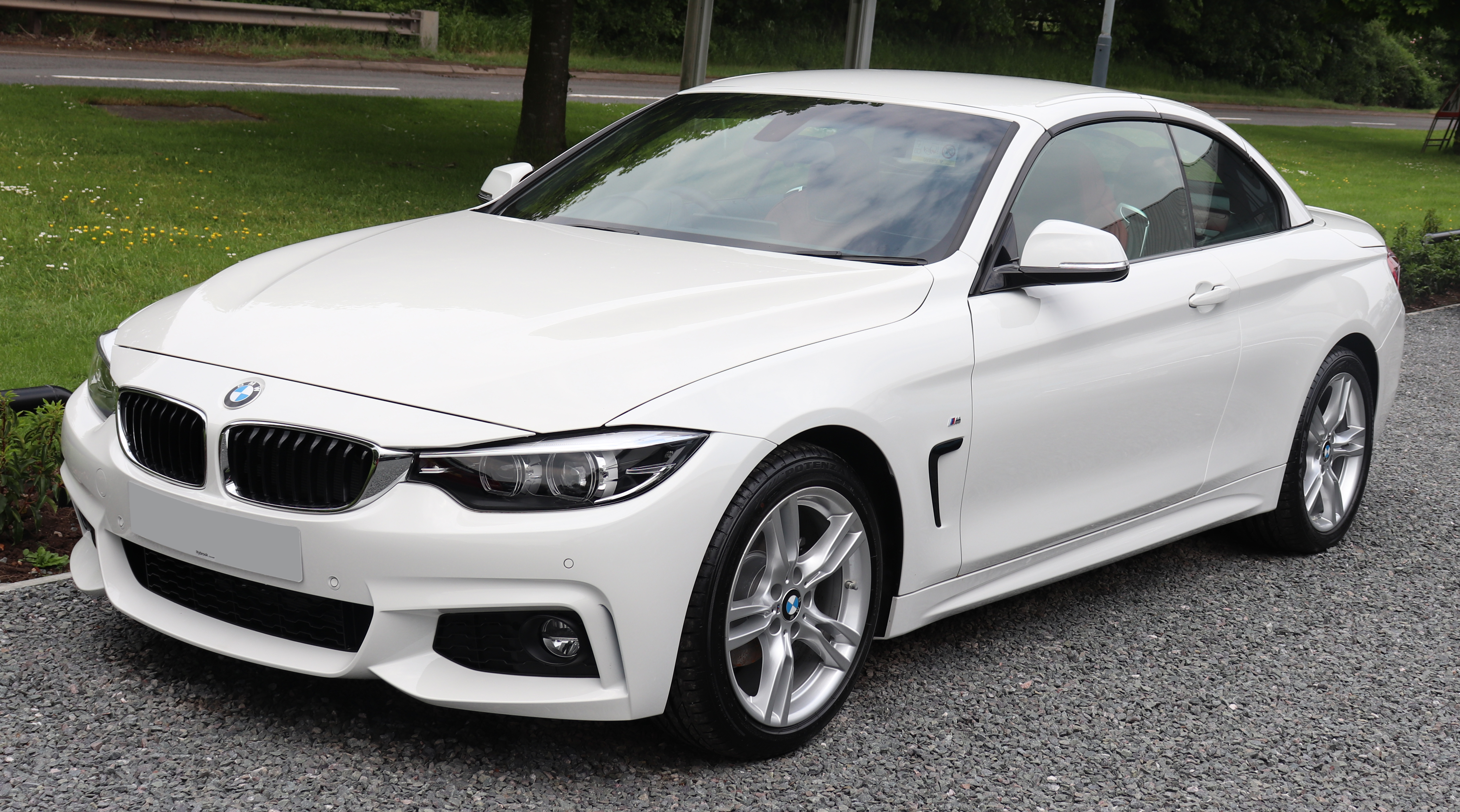
بي إم دبليو الفئة الرابعة convertible (F33)
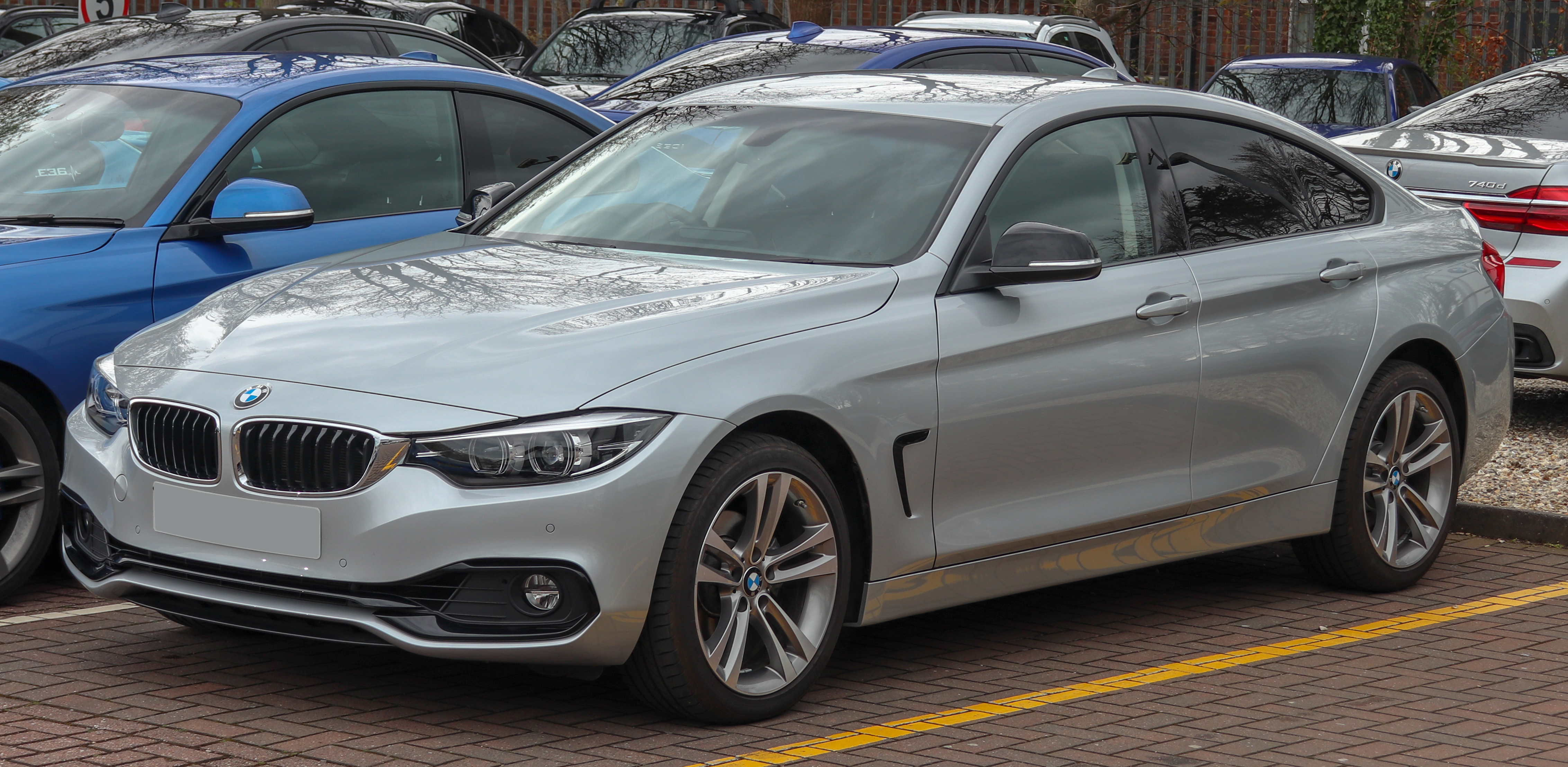
بي إم دبليو الفئة الرابعة Gran Coupé (F36)

## الجيل الثاني (G22/G23/G26؛ 2020)
يتكون الجيل الثاني من الفئة الرابعة من الأشكال الهيكلية التالية:
- كوبيه ذات بابين (رمز الطراز G22)
- مكشوفة ذات بابين (رمز الطراز G23)
- هاتشباك ذات 5 أبواب (رمز الطراز G26؛ تسوق باسم 4 Series Gran Coupé)

أطلق هذا الجيل في يونيو 2020 وهو قيد الإنتاج حاليًا. سيتم إنتاج طرازات G22/G23/G26 جنبًا إلى جنب مع - وتشارك العديد من الميزات مع - الفئة الثالثة G20. مثل الفئة الثالثة G20، سيتم تزويد طرازات G22/G23/G26 بمحركات تيربو تعمل بالبنزين والديزل.

على عكس سابقتها، يشهد الجيل الجديد من الفئة الرابعة تغييرًا كبيرًا في التصميم عن الفئة الثالثة من أجل التمييز بين الطرازين وتحريك الفئة الرابعة نحو فئة أعلى. من أبرز التغييرات في التصميم هو الشبك الكلوي الكبير في الأمام الذي استُلهم من سيارة بي إم دبليو 328 في ثلاثينيات القرن الماضي.

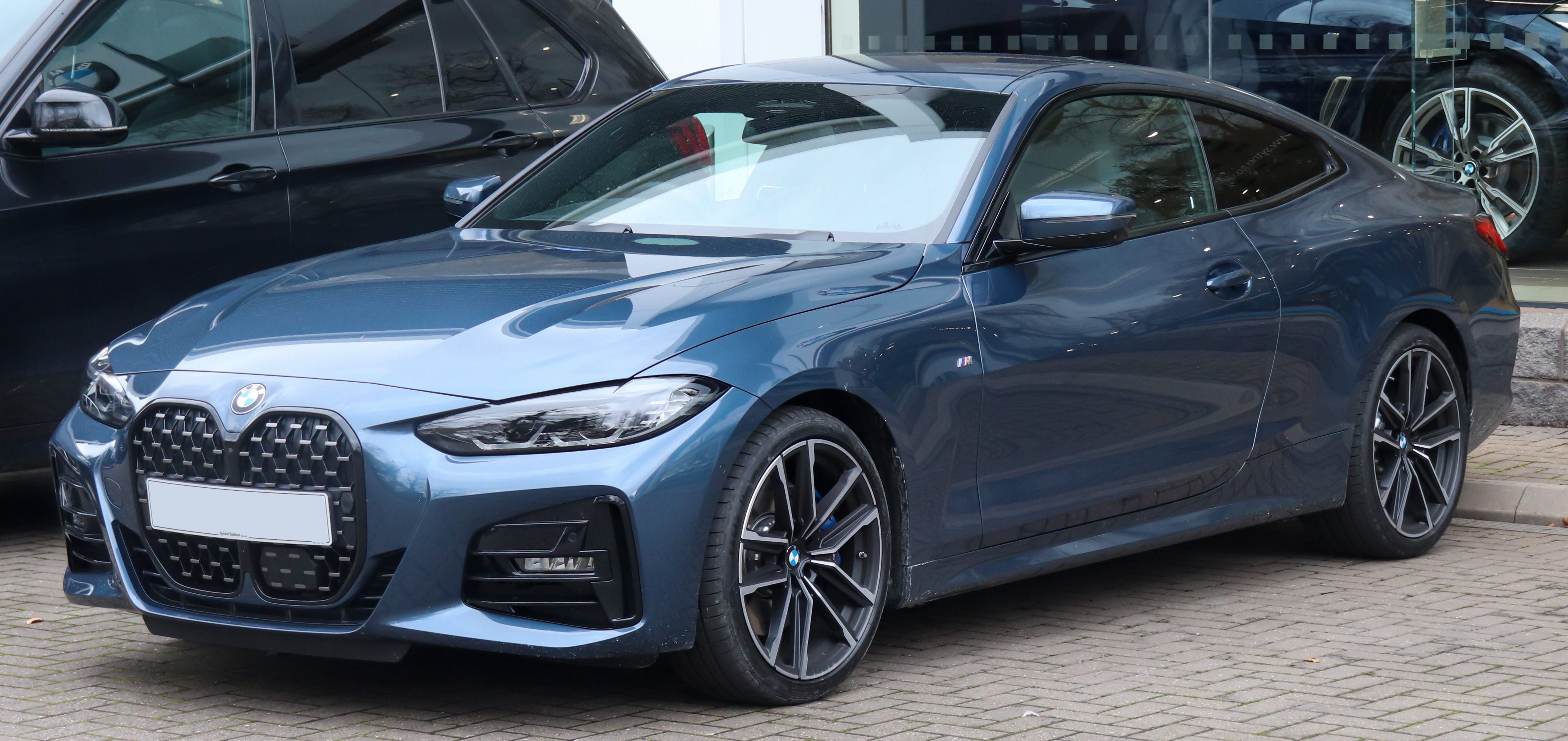
بي إم دبليو الفئة الرابعة Series coupé (G22)
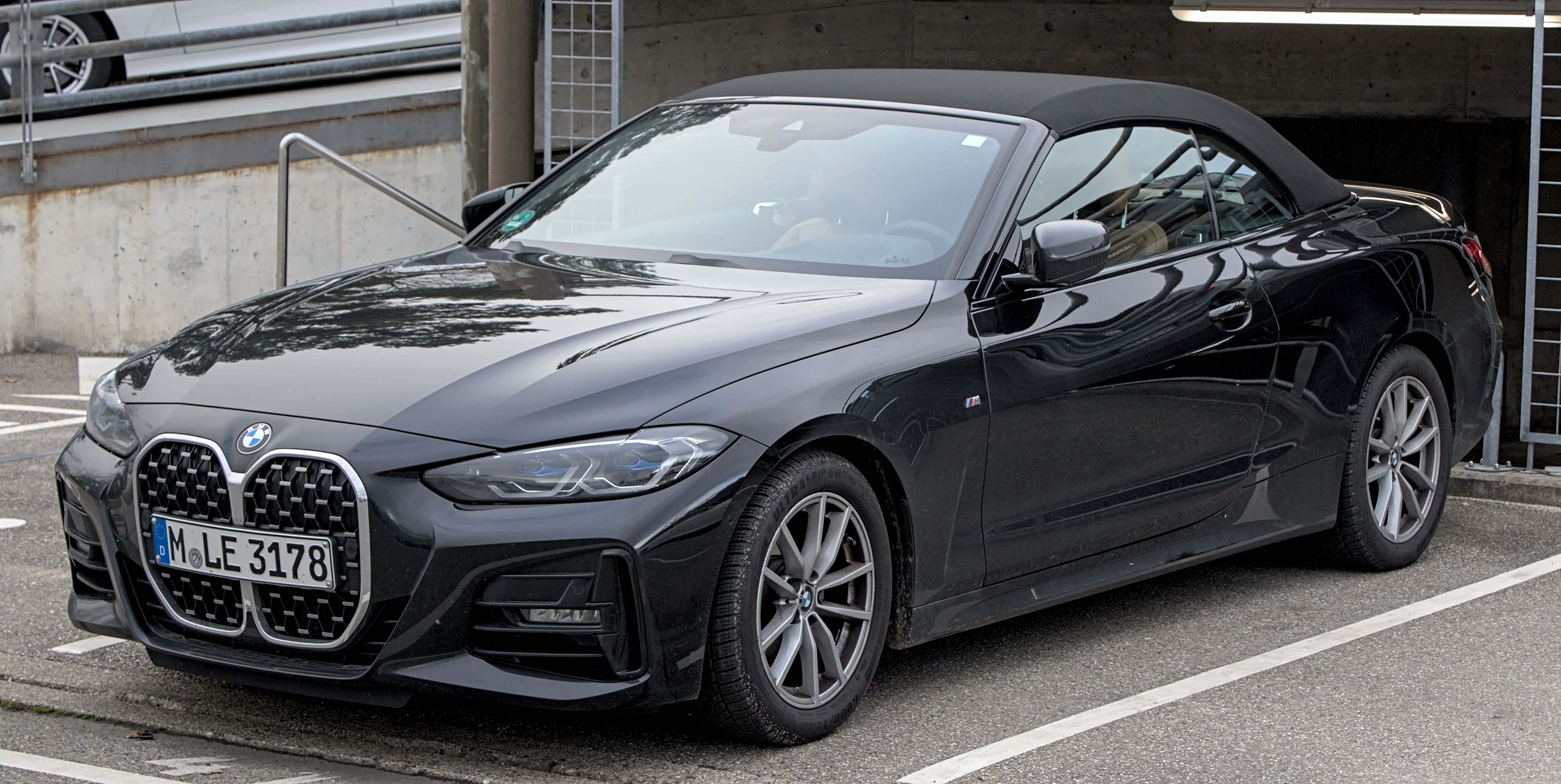
بي إم دبليو الفئة الرابعة convertible (G23)
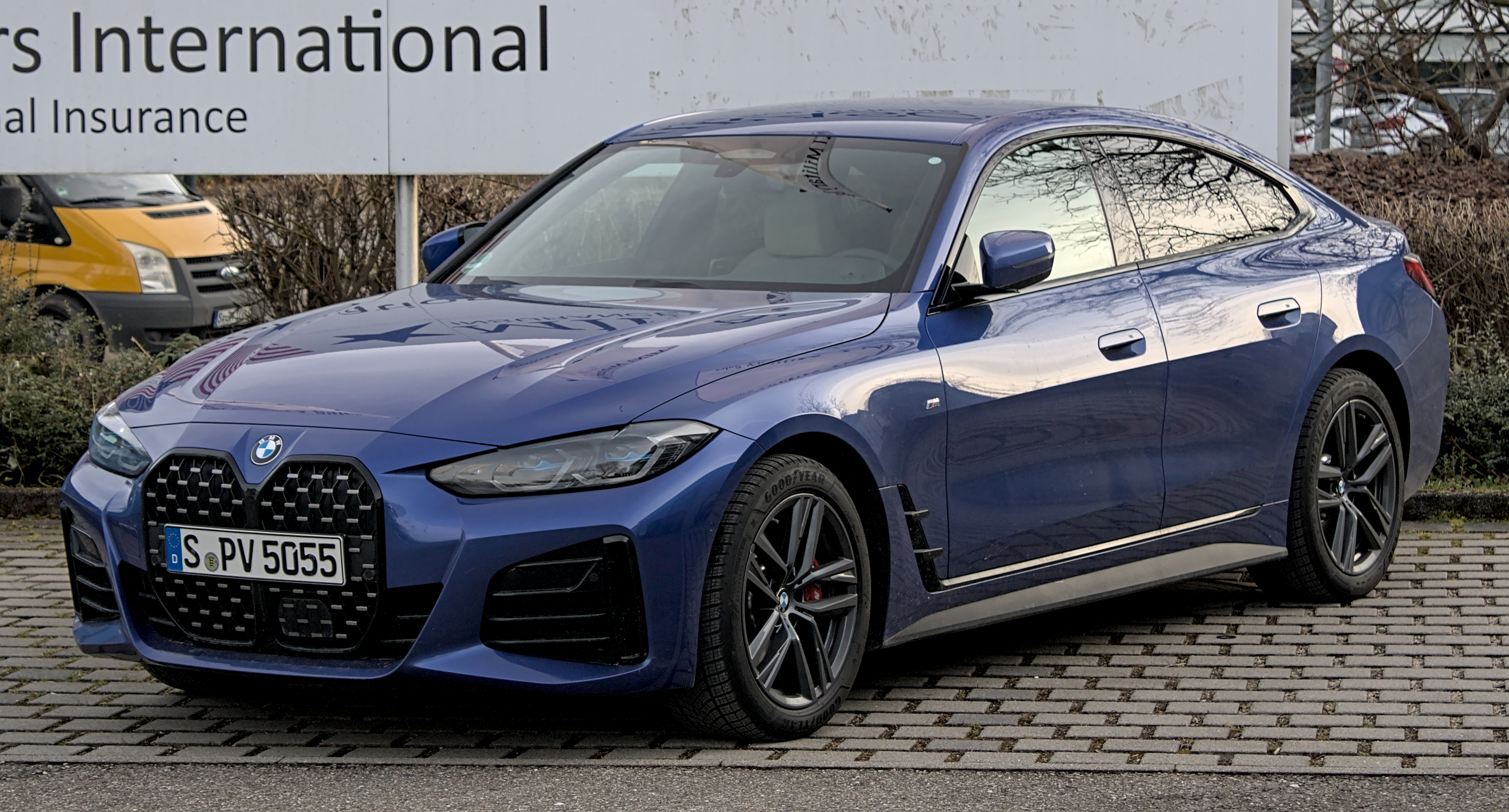
بي إم دبليو الفئة الرابعة Gran Coupé (G26)

## الجوائز
في يناير 2021، حصلت سيارة بي إم دبليو 420i M Sport (حزمة M Sport Pro) على جائزة سيارة الكوبيه الأفضل للعام من قبل مجلة What Car. منحت المجلة سيارة الفئة الرابعة Coupé خمس نجوم من أصل خمس في مراجعتها للسيارة.